# Dendragama schneideri
Dendragama schneideri — вид ігуаноподібних ящірок родини агамових (Agamidae). Ендемік Індонезії. Раніше вважався конспецифічним з Dendragama boulengeri, однак за результатами досліджень 2017 і 2020 року був визнаний окремим видом.

## Поширення і екологія
Dendragama schneideri мешкають в горах Барісан на півночі Суматри, зокрема в районі озера Тоба та у високогір'ях Каро. Вони живуть у вологих гірських тропічних лісах, в заростях на висоті 0,7-2,5 м над землею. Зустрічаються на висоті від 1200 до 2800 м над рівнем моря.